# Свято-Троицкая церковь (Бемыж)
Свято-Троицкий храм — православный храм в селе Бемыж Удмуртской республики, принадлежит к Можгинскому благочинному округу Ижевской и Удмуртской епархии.

## История
В 1756 году на средства купца из города Балахна — Игнатия Федоровича Осокина был основан Бемышевский медеплавильный завод. А в 1769 по храмоздатной грамоте Казанского митрополита Вениамина, при заводе, в соседнем селе Кувак начинается строительство храма. Строительство было завершено в 1772 году, и 17 декабря новый храм был освящён.
Со временем деревянный храм обветшал, и в 1819 году началось строительство каменного храма на средства владельца завода Лебедева и прихожан. Автором проекта считается Н. Ф. Алфёров. Новопостроенный храм был освящён 30 июня 1825 года; в нём было 3 престола: главный — во имя Святой Троицы, правый — в честь Покрова Пресвятой Богородицы, левый — в честь святых апостолов Петра и Павла.
На основании Указа Президиума Верховного Совета УАССР, от 29 июля 1939 года, храм был закрыт, а его здание было передано под клуб.
21 октября 1996 года приход был восстановлен, верующие собирались в старом здании школы-интерната. В 2001 году начались работы по восстановлению храма, по программе Президента Удмуртии Александра Александровича Волкова. 30 сентября 2002 года, по постановлению Правительства УР, Свято-Троицкий храм села Бемыж отнесён к категории объектов культурного наследия. 31 августа 2005 года состоялось торжественное открытие холодной части храма. До 2007 года обязанности настоятеля исполнял протоиерей Геннадий Филиппов. С 10 апреля 2009 года  по 27 октября 2015 г. — настоятелем Прихода Свято-Троицкого храма села Бемыж, был — священник Евгений Спиридонов.

## Священнослужители
В Свято-Троицкой церкви села Бемыж в разные годы служили:
- Николай Васильевич Анисимов — священник из известной местной династии священнослужителей
- Николай Николаевич Блинов (1839—1917) — знаменитый этнограф и краевед